# Sony Xperia 5 III
Sony Xperia 5 III — Android-смартфон, розроблений Sony, що входить до серії Xperia. Був анонсований 14 квітня 2021 року разом із флагманським Xperia 1 III і Xperia 10 III середнього класу.

## Дизайн

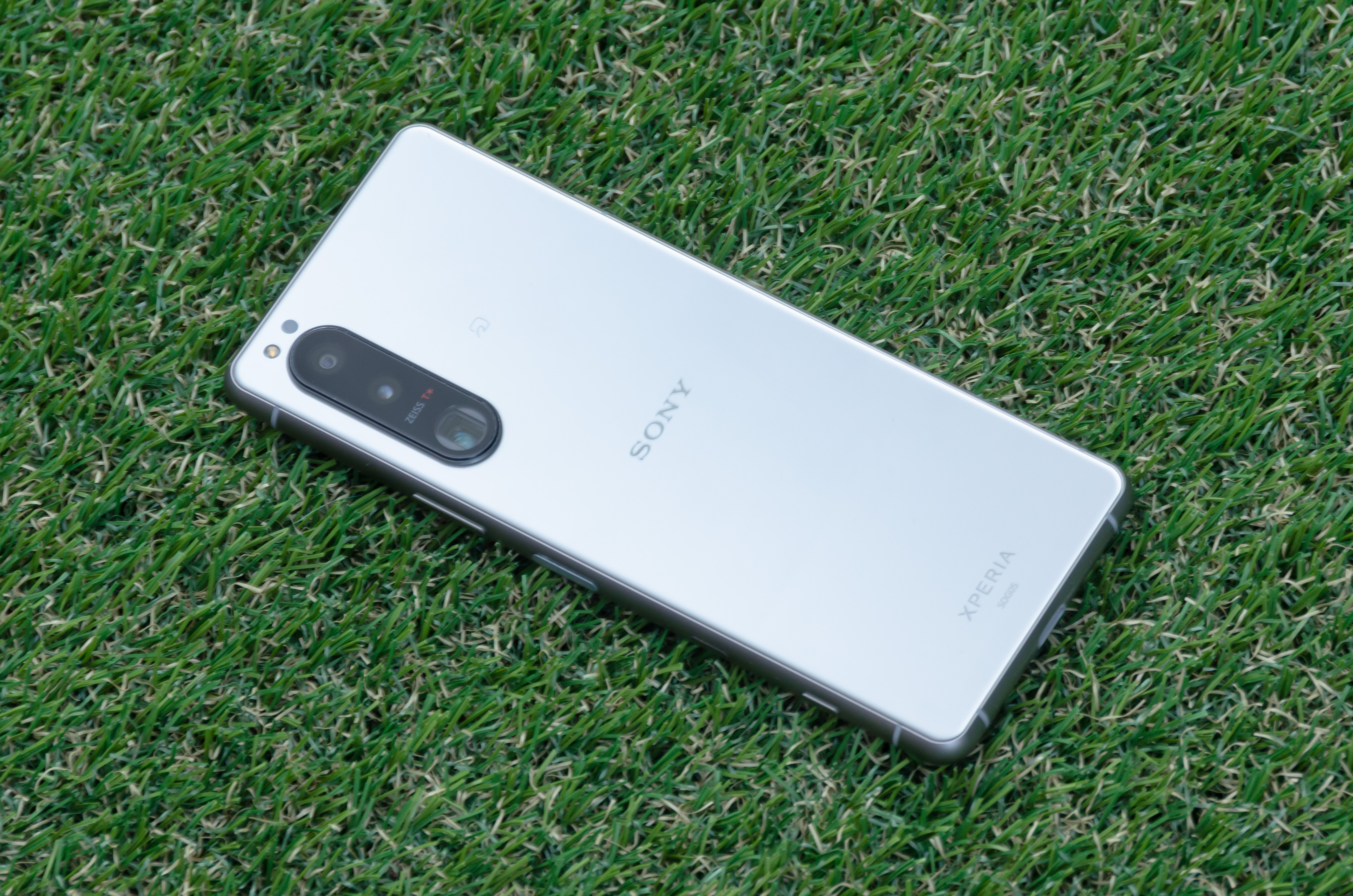
Задня панель Xperia 5 III в срібному кольорі

Xperia 5 III зберіг фірмовий квадратний дизайн Sony, який можна було побачити на попередніх телефонах Xperia. Він побудований так само, як і Xperia 1 III, з використанням анодованого алюмінію для каркаса та Corning Gorilla Glass 6 для екрану та задньої панелі, а також сертифікатів IP65 та IP68 щодо водонепроникності. Конструкція має пару симетричних рамок у верхній і нижній частині, де розміщені подвійні фронтальні стереодинаміки. На лівій стороні телефону є слот для SIM-карти та карти microSDXC, а на правій — сканер відбитків пальців, вбудований у кнопку живлення, гойдалку гучності та кнопку затвора. Спеціальна кнопка Google Assistant розташована між кнопками живлення та затвора. Фронтальна камера, індикатор сповіщень і різні датчики розміщені у верхній панелі. Нижній край має основний мікрофон і порт USB-C; задні камери розташовані вертикальною смугою. Телефон поставлявся в чотирьох кольорах: чорному, зеленому, рожевому та срібному.

## Технічні характеристики

### Апаратне забезпечення
Xperia 5 III оснащений процесором Qualcomm Snapdragon 888 і графічним процесором Adreno 660, а також 8 ГБ оперативної пам’яті LPDDR5. Він має 128 або 256 ГБ внутрішньої пам’яті UFS, яку можна розширити до 1 ТБ за допомогою слота для карт microSD або гібридної установки двох SIM-карт. Дисплей представляє собою 6,1-дюймовий 1080p (1080 × 2520) HDR OLED із співвідношенням сторін 21:9, що забезпечує щільність пікселів 449 ppi. Він має частоту оновлення 120 Гц і здатний відображати мільярд кольорів. Ємність акумулятора 4500 мА·г; USB Power Delivery 3.0 підтримується на 30 Вт через USB-C, хоча в ньому відсутні можливості бездротової зарядки. Пристрій містить аудіороз'єм 3,5 мм, а також активний зовнішній підсилювач.

#### Камера
Xperia 5 III має три 12-мегапіксельні задні камери і одну фронтальну на 8-мегапікселів. Задні камери складаються з ширококутного об’єктива (24 мм f/1,7), надширококутного об’єктива (16 мм f/2,2) і перископічного телеоб’єктив у, який може перемикатися між 70 мм і 105 мм за допомогою 3× або 4,4 × оптичний зум; кожен із них має антивідблискове покриття ZEISS T✻ (T-Star). Удосконалення програмного забезпечення включають автофокусування очей у режимі реального часу та Optical SteadyShot.

### Програмне забезпечення
Xperia 5 III працює на ОС Android 11. Sony також поєднала технологію камери телефону з режимом «Pro», розробленим відділом камер Sony CineAlta, функції якого наближені до лінійки камер Sony Alpha. 24 лютого Sony почала поширювати оновлення до Android 12. Оновлення крім всіх нововведень нової версії ОС, також включає оновлення безпеки за 1 січня 2022 року. 